# Reforma administracyjna Danii (1970)

Mapa duńskich gmin po reformie.

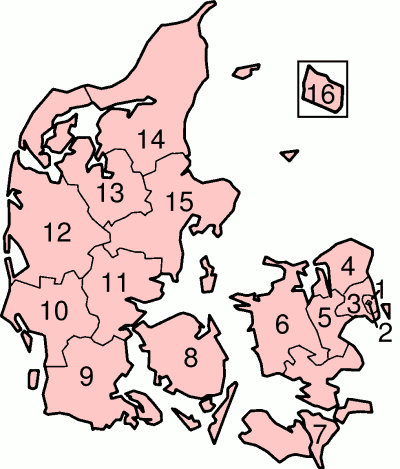
Mapa duńskich okręgów po reformie.

Reforma administracyjna Danii z 1970 roku (duń. Kommunalreformen i 1970) – największa administracyjna reforma samorządowa w historii Danii, przygotowana w latach 1958–1966, obejmująca reformę samorządu lokalnego dwóch szczebli (gminnego i okręgowego), która weszła w życie 1 kwietnia 1970. Na jej podstawie wprowadzono podział administracyjny kraju, obowiązujący w latach 1970–2006.
W 1965 r. Dania podzielona była na największą w swojej historii liczbę gmin – aż 1345. 88 z nich posiadało status gminy-miasta targowego (duń. købstadskommune), zaś 1257 – status gminy parafialnej (duń. sognekommune).
Pierwsze tego typu jednostki samorządowe utworzono w 1841 r., w wyniku ówczesnej reformy administracyjnej (gmin parafialnych początkowo było 1021). Od tego czasu ich liczba stale rosła. Gminy parafialne (wiejskie) należały do 24 okręgów, które sprawowały nad nimi nadzór (25. okręg stanowiła Grenlandia). Od 1848 r. gminy-miasta targowe znajdowały się natomiast pod bezpośrednią kontrolą Ministerstwa Spraw Wewnętrznych (duń. Indenrigsministeriet). Wszystkie ówczesne duńskie gminy miały niewielki zakres zarówno kompetencji, jak i odpowiedzialności, a pierwsze demokratyczne wybory do ich rad odbyły się dopiero w latach 60. XX wieku.
Od początku lat 50. XX wieku rozpoczęły się spore zmiany duńskiego rynku pracy, które doprowadziły do gwałtownego rozwoju dużej liczby miast. W związku z tym w niektórych gminach liczba ludności pozostawała w stagnacji lub nawet spadała, podczas gdy w innych liczba ludności gwałtownie wzrosła. Nowych mieszkańców przyciągały zwłaszcza większe miasta targowe, lecz możliwości ich władz były mocno ograniczone. Problem stanowił fakt, że większość miast targowych w rzeczywistości zapewniało usługi, infrastrukturę i miejsca pracy dla okolicznych gmin parafialnych, które nie płaciły za to. Gminy parafialne - zgodnie z ustawą oświatową z 1958 r. - musiały zlikwidować szkoły wiejskie. Reforma szkolnictwa z 1958 r. pozwoliła im jednak tworzyć tzw. międzygminne zrzeszenia szkolne, by mogły zapewnić swoim mieszkańcom ustawowe wykształcenie. W 1958 r. minister spraw wewnętrznych Søren Olesen rozpoczął przygotowywanie gruntownej reformy całego systemu administracyjnego. Przeprowadzono szeroko zakrojone analizy zależności, pomiędzy miejscem zamieszkania obywateli, a miejscem ich pracy, a także organizacją sektora publicznego. Zbadano również, czy liczba ludności gminy wpływa na finansowanie lokalnych usług publicznych przez samorządy. Prace zakończono w 1966 r., ustaleniem trzech głównych zasad przyszłego podziału na gminy. Obliczono, że by gmina była w stanie zapewnić efektywną obsługę swoim mieszkańcom, nie może liczyć mniej niż 5000–6000 mieszkańców. Drugim stopniem podziału kraju było 25 okręgów (duń. amter). Nowe okręgi miały mieć 250 000–300 000 mieszkańców. Już w 1966 r. dokonano pierwszych, dobrowolnych połączeń gmin, dzięki czemu ich liczba zmalała do 1098.
W ramach reformy, 1 kwietnia 1970 liczba gmin została zredukowana do 277 (zobacz listę), a liczba okręgów z 25 do 14 (zobacz listę). Zdecydowana większość gmin powiększyła wtedy swój obszar, dzięki czemu urzędy gminne mogły podejmować się zadań o większym zasięgu i rozmachu. Ostatnia część reformy została wdrożona 1 kwietnia 1974, gdy liczbę gmin zmniejszono do 275.